# КК Конијаспор
КК Конијаспор (тур. Konyaspor Basket) је турски кошаркашки клуб из Коније. Из спонзорских разлога пун назив клуба тренутно гласи Торку Конијаспор (Torku Konyaspor). Тренутно се такмичи у Другој лиги Турске.

## Учинак у претходним сезонама
| Сез.     | Првенство Турске | Куп Турске  | Европско такмичење | Европско такмичење |
| -------- | ---------------- | ----------- | ------------------ | ------------------ |
| 2014/15. | 11. место        | Групна фаза | -                  |                    |
| 2015/16. | 16. место        | -           | -                  |                    |

## Познатији играчи
- Хаким Ворик
- Томас Делининкајтис
- Вања Плиснић
- Александар Рашић
- Џеј Ар Рејнолдс
- Јунус Чанкаја